# Сюзан (Арьеж)
Сюза́н (фр. Suzan) — коммуна во Франции, находится в регионе Юг — Пиренеи. Департамент коммуны — Арьеж. Входит в состав кантона Ла-Бастид-де-Серу. Округ коммуны — Фуа.
Код INSEE коммуны — 09304.
В 1790—1794 годах коммуна была в составе Ла-Бастид-де-Серу.

## Население
Население коммуны на 2008 год составляло 22 человека.
| 1962 | 1968 | 1975 | 1982 | 1990 | 1999 | 2008 |
| ---- | ---- | ---- | ---- | ---- | ---- | ---- |
| 26   | 24   | 23   | 19   | 17   | 17   | 22   |

## Экономика
В 2007 году среди 11 человек в трудоспособном возрасте (15—64 лет) 8 были экономически активными, 3 — неактивными (показатель активности — 72,7 %, в 1999 году было 72,7 %). Из 8 активных работали 6 человек (5 мужчин и 1 женщина), безработными были 2 мужчин. Среди 3 неактивных 1 человек был пенсионером, 2 были неактивными по другим причинам.